# Adriaan van Woudenberg
Adriaan van Woudenberg (1925) is een Nederlands hoornist.

## Levensloop
Van Woudenberg studeerde aan het Amsterdamsch Conservatorium hoofdvak hoorn bij Richard Sell. Hij was meer dan veertig jaar solohoornist in het Concertgebouworkest in Amsterdam en van 1958 tot 1973 de hoornist van het Danzi Kwintet, een blaaskwintet dat verder bestond uit Frans Vester (fluit), Koen van Slogteren (hobo), Piet Honingh (klarinet) en Brian Pollard (fagot).
Van Woudenberg was tevens hoofdvakdocent aan het Sweelinck Conservatorium in Amsterdam en de conservatoria van Tilburg en Maastricht. Tot zijn leerlingen behoorden Fergus  McWilliam, Louis van Doornmalen, Steph Breukel, Hans Dullaert, Herman Jeurissen, Jan Breukel, Stef Jongbloed, Bas Pollard, Jan Schultsz, Sharon St. Onge, Paulien Weierink-Goossen, Jeroen Weierink, Peter Steinmann en Paul van Zelm.
Van 1983 tot 2003 beheerde hij Chasa Mengelberg, het chalet van Willem Mengelberg in het Zwitserse Graubünden, dat diende als vakantieverblijf voor musici.
Vanwege zijn vele verdiensten voor de internationale hoornwereld werd Adriaan van Woudenberg in augustus 2014 benoemd tot erelid van de International Horn Society.
- Gemeinsame Normdatei: 138455457
- International Standard Name Identifier: 0000 0000 6162 9065
- Library of Congress Control Number: n82159305
- MusicBrainz: f0452f3d-8b36-4cae-9016-e0fd624a11df
- Nationale Bibliotheek van Israël: 987007412702405171
- Virtual International Authority File: 75209639
- WorldCat: E39PBJqk9JJ6TV8pTVFm99hbVC